# فرانسیسکو لیما
فرانسیسکو لیما (به پرتغالی: Francisco Lima Govinho) هافبک اهل برزیل است که در شهر مانائوس و در تاریخ ۱۷ آوریل ۱۹۷۱ به دنیا آمده‌است.
فرانسیسکو لیما در تیم‌های فوتبال Ferroviário (CE) سابقهٔ حضور دارد.